# Josef Ascanio
Josef Ascanio es un deportista italiano que compitió en taekwondo. Ganó dos medallas en el Campeonato Europeo de Taekwondo, en los años 1976 y 1978.

## Palmarés internacional
| Campeonato Europeo | Campeonato Europeo | Campeonato Europeo | Campeonato Europeo |
| Año                | Lugar              | Medalla            | Categoría          |
| ------------------ | ------------------ | ------------------ | ------------------ |
| 1976               | Barcelona (España) | Medalla de oro     | –58 kg             |
| 1978               | Múnich (RFA)       | Medalla de bronce  | –58 kg             |